# Eemnesserweg 4 (Baarn)
Villa Eemnesserweg 4 is een gemeentelijk monument in Baarn in de provincie Utrecht. Het huis staat op de hoek van de Eemnesserweg en de Kampstraat. Het pand bestaat uit twee woningen. De bepleistering is typerend voor het eerste decennium van de 20e eeuw. Het bovenlicht van de ingang aan de Kampstraat heeft glas-in-lood-plantenmotieven.